# Néos Skopós
Néos Skopós, en grec moderne : Νέος Σκοπός, est un village du dème d'Emmanouíl Pappás, district régional de Serrès, en Macédoine-Centrale, Grèce.
Selon le recensement de 2011, la population du village compte 1 934 habitants.